# Liste der französischen Generalresidenten für Marokko
14 Personen waren in der Zeit von 1912 bis 1956 französische Generalresidenten für Französisch-Marokko.

## Liste
- Louis Hubert Lyautey   (28. April 1912 – 25. August 1925)
- Théodore Steeg         (4. Oktober 1925 – 1. Januar 1929)
- Lucien Saint           (2. Januar 1929 – 14. September 1933)
- Henri Ponsot           (14. September 1933 – 22. März 1936)
- Marcel Peyrouton       (22. März 1936 – 16. September 1936)
- Charles Noguès         (16. September 1936 – 21. Juni 1943)
- Gabriel Puaux          (21. Juni 1943 – 4. März 1946)
- Eirik Labonne           (4. März 1946 – 14. Mai 1947)
- Alphonse Juin          (14. Mai 1947 – 28. August 1951)
- Augustin Guillaume     (28. August 1951 – 20. Mai 1954)
- Francis Lacoste        (20. Mai 1954 – 20. Juni 1955)
- Gilbert Grandval       (20. Juni 1955 – 31. August 1955)
- Pierre Boyer de Latour (31. August 1955 – 9. November 1955)
- André Dubois           (9. November 1955 – 2. März 1956)

Im Jahr 1956 erfolgte die Entlassung Marokkos in die Unabhängigkeit.